# Лінчбург (Вірджинія)
Лінчбург (англ. Lynchburg) — незалежне місто в США,  в Співдружності Вірджинія. У 1757 року, Джон Лінч встановив місто. За даними перепису 2020 року, населення було 79,009. Лінчбург — одинадцяте за кількісто населення місто в Співдружності Вірджинія. Місто розташоване в передґірьііс Блакутий Хребет Гори уздовж беґеґів Річки Джеймс. Це називають «Містом Семи Пагорбів», або «Хілл Місто». Лінчбург був єдиним місто в Співдружності Вірджинія яке Союз не захопив до кінця Громадянської Війні в США. 

## Географія
Лінчбург розташований за координатами 37°23′56″ пн. ш. 79°11′44″ зх. д. / 37.39889° пн. ш. 79.19556° зх. д. ( 37.399016, -79.195458).  За даними Бюро перепису населення США в 2010 році місто мало площу 128,58 км², з яких 127,24 км² — суходіл та 1,34 км² — водойми.

### Клімат
| Клімат : Лінчбург                          | Клімат : Лінчбург | Клімат : Лінчбург | Клімат : Лінчбург | Клімат : Лінчбург | Клімат : Лінчбург | Клімат : Лінчбург | Клімат : Лінчбург | Клімат : Лінчбург | Клімат : Лінчбург | Клімат : Лінчбург | Клімат : Лінчбург | Клімат : Лінчбург | Клімат : Лінчбург |
| Показник                                   | Січ.              | Лют.              | Бер.              | Квіт.             | Трав.             | Черв.             | Лип.              | Серп.             | Вер.              | Жовт.             | Лист.             | Груд.             | Рік               |
| Абсолютний максимум, °C                    | 26,7              | 27,8              | 33,3              | 35,0              | 37,8              | 40,0              | 41,1              | 40,6              | 38,9              | 36,7              | 28,3              | 26,1              | 41,1              |
| Середній максимум, °C                      | 7,4               | 9,5               | 14,4              | 20,1              | 24,1              | 28,4              | 30,3              | 29,6              | 25,7              | 20,3              | 14,7              | 8,8               | 19,4              |
| Середній мінімум, °C                       | −4                | −2,7              | 1,0               | 5,9               | 10,5              | 15,6              | 17,8              | 17,2              | 13,2              | 6,7               | 1,7               | −2,6              | 6,7               |
| Абсолютний мінімум, °C                     | −23,3             | −23,9             | −15               | −6,7              | −0,6              | 4,4               | 9,4               | 7,2               | 1,7               | −6,1              | −13,3             | −20               | −23,9             |
| Середня кількість сонячних годин на місяць | 167,0             | 168,2             | 221,7             | 243,7             | 272,3             | 287,5             | 273,4             | 256,6             | 226,5             | 215,4             | 169,6             | 155,9             | 2657              |
| Норма опадів, мм                           | 80                | 74                | 91                | 84                | 95                | 92                | 111               | 83                | 99                | 79                | 87                | 82                | 1056              |
| Днів з опадами                             | 9,2               | 9,4               | 10,6              | 10,0              | 12,3              | 10,0              | 11,7              | 9,4               | 8,3               | 7,1               | 8,3               | 9,6               | 115,9             |
| Днів зі снігом                             | 2,0               | 2,0               | 1,0               | 0,1               | 0                 | 0                 | 0                 | 0                 | 0                 | 0                 | 0,1               | 1,3               | 6,5               |
| ------------------------------------------ | ----------------- | ----------------- | ----------------- | ----------------- | ----------------- | ----------------- | ----------------- | ----------------- | ----------------- | ----------------- | ----------------- | ----------------- | ----------------- |
| Джерело: NOAA (sun 1961–1990)              |                   |                   |                   |                   |                   |                   |                   |                   |                   |                   |                   |                   |                   |

## Демографія
Згідно з переписом 2010 року, у місті мешкало 75 568 осіб у 28 476 домогосподарствах у складі 16 368 родин. Густота населення становила 588 осіб/км².  Було 31992 помешкання (249/км²). 
Расовий склад населення:
| - 64,4 % — білих - 29,3 % — чорних або афроамериканців - 2,5 % — азіатів - 0,3 % — корінних американців - 1,3 % — осіб інших рас |

До двох чи більше рас належало 2,2 %. Іспаномовні складали 3,0 % від усіх жителів.
За віковим діапазоном населення розподілялося таким чином: 19,6 % — особи молодші 18 років, 66,4 % — особи у віці 18—64 років, 14,0 % — особи у віці 65 років та старші. Медіана віку мешканця становила 30,3 року. На 100 осіб жіночої статі у місті припадало 88,5 чоловіків;  на 100 жінок у віці від 18 років та старших — 84,8 чоловіків також старших 18 років.
Середній дохід на одне домашнє господарство  становив 55 950 доларів США (медіана — 39 589), а середній дохід на одну сім'ю — 69 110 доларів (медіана — 51 128). Медіана доходів становила 41 480 доларів для чоловіків та 31 495 доларів для жінок. За межею бідності перебувало 24,8 % осіб, у тому числі 32,2 % дітей у віці до 18 років та 10,3 % осіб у віці 65 років та старших.
Цивільне працевлаштоване населення становило 34 404 особи. Основні галузі зайнятості: освіта, охорона здоров'я та соціальна допомога — 33,6 %, мистецтво, розваги та відпочинок — 11,8 %, роздрібна торгівля — 11,3 %.